# Grøn eremitmos
Grøn eremitmos (Cratoneuron filicinum) er et almindeligt mos i Danmark på våd og næringsrig bund.
Mosset danner matte og stive måtter eller tuer. Stænglerne er oftest regelmæssigt forgrenede og tæt filtede af rhizoider. Bladene har en meget kraftig ribbe og store, nedløbende bladvinger. Grøn Eremitmos er ofte belagt med kalk.
|                                                    |
| Et udsnit af bladet, der viser den store bladvinge |